# Фосфоресциращо морско перо
Фосфоресциращите морски пера (Pennatula phosphorea) са вид корали от семейство Pennatulidae.
Таксонът е описан за пръв път от Карл Линей през 1758 година.

## Подвидове
- Pennatula phosphorea antarctica
- Pennatula phosphorea candida
- Pennatula phosphorea longispinosa
- Pennatula phosphorea rubella
- Pennatula phosphorea variegata